# Tim Anderson
Timothy Devon Anderson (Tuscaloosa, 23 giugno 1993) è un giocatore di baseball statunitense, interbase.

## Carriera

### Inizi e Minor League Baseball (MiLB)
Nato e cresciuto a Tuscaloosa nello stato dell'Alabama, Anderson frequentò la Hillcrest High School della città natia, e dopo aver ottenuto il diploma si iscrisse all'East Central Community College di Decatur, Mississippi. Venne selezionato durante il draft MLB 2013, nel primo turno come 17ª scelta assoluta dai Chicago White Sox, che lo assegnarono nella classe A dove esordì l'anno stesso. Nel 2014 giocò soprattutto in classe A-avanzata, disputando inoltre le prime partite nella Doppia-A. Nel 2015 rimase in Doppia-A giocando per l'intera stagione nella categoria. Iniziò la stagione 2016 nella Tripla-A.

### Major League Baseball (MLB)
Anderson debuttò nella MLB il 10 giugno 2016, al U.S. Cellular Field di Chicago contro i Kansas City Royals. Concluse la sua stagione d'esordio con 99 partite disputate, a fronte delle 55 giocate nella MiLB.
Prima dell'inizio della stagione 2017, Anderson firmò un contratto con i White Sox di 6 anni del valore complessivo di 25 milioni di dollari, con un'opzione del club per gli anni 2023 e 2024.
Nell'aprile del 2019 venne nominato giocatore del mese dell'American League.

## Palmarès
- MLB All-Star: 2

2021, 2022
- Silver Slugger Award: 1

2020
- Capoclassifica dell'AL in media battuta: 1

2019
- Giocatore del mese: 1

AL: aprile 2019